# Exodezia albifusa
Exodezia albifusa là một loài bướm đêm trong họ Geometridae.